# Сотад
Сотад (др.-греч. Σωτάδης; III в. до н. э.) — древнегреческий поэт.
Сотад родился в Маронии во Фракии. Писал порнографические и педерастические сатирические поэмы стихотворным размером «сотадей» (названным по его имени) на ионийском диалекте древнегреческого языка. Стихи Сотада выражали амбивалентное отношение автора: попутно с описанием непристойных сюжетов, он занимался нравоучениями. Сотадей — вид палиндрома, поэтому Сотада считают первым автором палиндромных стихов.
Сотад жил в Александрии во время правления Птолемея II. В одной из своих поэм он осмеивал женитьбу Птолемея на Арсиное, родной сестре царя. За это Сотада заключили в тюрьму, но он сумел бежать на один из островов, где был схвачен навархом Птолемея Патроклом возле берегов Карии, помещён в свинцовый ящик и брошен в море.
Только несколько отрывков поэм Сотада сохранились; Стобей их рассматривает как подложные. Квинт Энний перевёл некоторые поэмы и включил в сатирический сборник.